# One Eleven Records
One Eleven Records ist ein in Orlando (Florida) ansässiges Plattenlabel, das sich vor allem um Newcomer Rockbands bemüht. Es wurde 2002 von Brad Fischetti, ehemals bei der Boygroup Lyte Funkie Ones, gegründet und ist Teil der EastWest Records-Plattenlabel-Familie, welche einen Distributionsvertrag Warner Bros. Records haben.

## Künstler
- Devin Lima & The Cadbury Diesel
- The Exit Radio
- Forever In Motion
- Inkwell
- Mariday
- Rookie of the Year
- Rory
- The Reign of Kindo
- Thin Dark Line
- Stepsonday

## Ehemalige
- Jinxed (Inaktiv, einige Mitglieder in Mariday)
- Mashlin (Name zu The Exit Radio geändert)
- The Spill Canvas (Bei Sire Records unter Vertrag)
- This Day And Age (Inaktiv, einige Mitglieder in The Reign of Kindo)